# Савицкий, Георгий Константинович
Гео́ргий Константи́нович Сави́цкий (1887—1949) — русский и советский живописец, старший сын и ученик Константина Савицкого, видная фигура в московской живописи сталинской эпохи, педагог; мастер батальной и исторической картины на тематику первых советских десятилетий, также работал как портретист, жанрист и график-иллюстратор. Действительный член Академии художеств СССР (1949). Лауреат Сталинской премии второй степени (1942).

## Биография
Г. К. Савицкий родился 25 октября (6 ноября) 1887 года в Санкт-Петербурге. Сын и ученик русского художника-передвижника Константина Аполлоновича Савицкого. Окончив гимназию, продолжил учёбу в Пензенском художественном училище (1902—1908) у своего отца, Алексея Афанасьева и Николая Грандковского, в Высшем художественном училище при Императорской Академии художеств (1908—1915) у Франца Рубо и Владимира Маковского. Член АХРР. Действительный член АХ СССР (1949). Работал в «Окнах ТАСС».
Руководитель коллектива (после смерти Митрофана Грекова) по созданию панорамы «Штурм Перекопа» (1934—1940).
Г. К. Савицкий умер 13 августа 1949 года в Москве; похоронен на Новодевичьем кладбище (уч. 2).

Могила Г. К. Савицкого на Новодевичьем кладбище в Москве

## Награды и премии
- Сталинская премия второй степени (1942) — за политические плакаты и карикатуры в «Окнах ТАСС»[5]

## Живописные произведения
- «Последний день Трои. Смерть Приама» (1915, лауреат АХ)
- «Псовый двор» (1917)
- «1919» (1921, ГТГ)
- «Стихийная демобилизация царской армии[сомнительно] в 1918 году» (1928)
- «Поход Красной Таманской армии» (1933)
- «Улов» (1934, ГТГ)
- «Автопортрет» (1945, Пензенская картинная галерея)
- «Первые дни Октября. Красногвардейский дозор» (1949, ГТГ)[6][7]
- «Портрет брата» (Пензенская картинная галерея)
- «В гостиной» (1920)
- Бой быков
- По следам врага
- В лунную ночь (1939) частное собрание
- «Дом отдыха „Синоп“» (холст/масло, 1940, Луганский областной художественный музей)
- иллюстрации к произведениям М. Ю. Лермонтова «Герой нашего времени», Л. Н. Толстого «Холстомер», А. С. Пушкина «Маленькие трагедии» (Государственный Литературный музей)
- акварели «На пляже. Судак» (1925, Пензенская картинная галерея), «Судак» (1925, Пензенская картинная галерея);
- графические листы «Затравили», «Кавалерийская атака», «Портрет отца».

## Публикации текстов
- Савицкий Г. К. Молодым художникам о мастерстве / [Предисл. М. Сокольникова]. — 3-е изд., испр. — М. : Изд-во Акад. художеств СССР, 1953. — 48 с. : ил.
  - Савицкий Г. К. Молодым художникам о мастерстве // О живописи : сборник статей / [Вступ. статья М. П. Сокольникова]. — М. : Изд-во Акад. художеств СССР, 1959. — С. 116–147. — 167 с.